# Península de Door

Mapa do Wisconsin com a península de Door destacada em cor vermelha

A península de Door (em inglês:  Door Peninsula) é uma península do leste do estado norte-americano do Wisconsin e que separa a baía Green a oeste do lago Michigan a leste. Com orientação sudoeste-nordeste, começa a norte do condado de Brown e do condado de Kewaunee e inclui a totalidade do condado de Door. Forma a parte ocidental da escarpa do Niagara. A península é conhecida pelos pomares de macieiras e de cerejeiras e é um popular destino turístico. Está cortada ao meio pelo canal de Sturgeon Bay, construído em 1882.